# Joseph Corre
Joseph Ferdinand Corre (* 30. November 1967) ist ein britischer Modedesigner und der Mitbegründer von Agent Provocateur.
Corre ist der Sohn der britischen Modelegende Vivienne Westwood und des Musikmanagers Malcolm McLaren. Nachdem er zunächst einige Jahre für seine Mutter gearbeitet hatte, entwarf er zunächst Theaterkostüme und Arbeitskleidung für die Kellnerinnen des Café de Paris. Er war verheiratet mit Serena Rees, mit der er 1994 zusammen in London den ersten Dessousladen der gemeinsamen Firma Agent Provocateur eröffnete. Im Gefolge der Scheidung von Serena Rees 2007 wurde Agent Provocateur an eine Investment-Firma verkauft.
Die Auszeichnung als „Member of the Order of the British Empire“ (MBE) lehnte der Modedesigner 2007 aus Gewissensgründen ab, da er Blairs Haltung zum Irakeinsatz nicht akzeptieren kann. Hintergrund ist die Tatsache, dass die sogenannte „Honours List“ mit den Kandidaten für eine Ehrung der Königin vom Premierminister vorgelegt wird, der somit am Verfahren beteiligt ist. Die Queen selbst nahm Corre ausdrücklich von seiner Kritik aus.